# Santo Estevo de Ribas de Sil
Santo Estevo de Ribas de Sil és un antic monestir romànic benedictí de la Ribeira Sacra de Galícia reconvertit en Parador de Turisme. Està situat al costat esquerre del riu Sil, al terme municipal de Nogueira de Ramuín.
L'origen del monestir és anterior al segle x, i es convertí en el principal monestir de la regió. Està format per tres claustres, un d'ells d'origen medieval, i una gran façana barroca en angle recte, amb el cementiri a l'entrada. A l'escut del monestir s'hi observen nou mitres, el que podria significar que entre els segles x i xi fou un lloc de recés espiritual de nou bisbes, el que podria haver contribuït a incrementar la seva fama.

## Galeria d'imatges

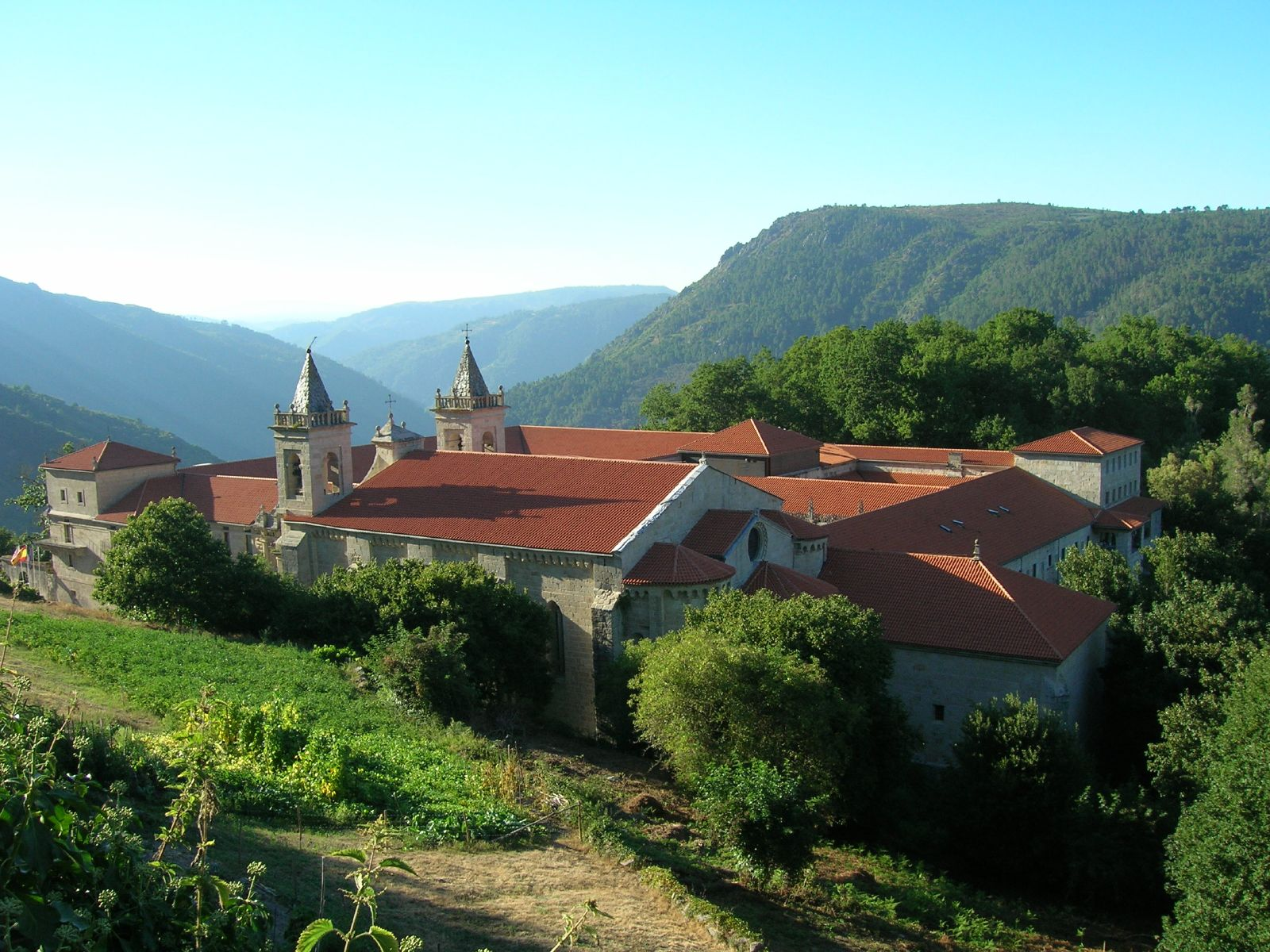
Vista llunyana
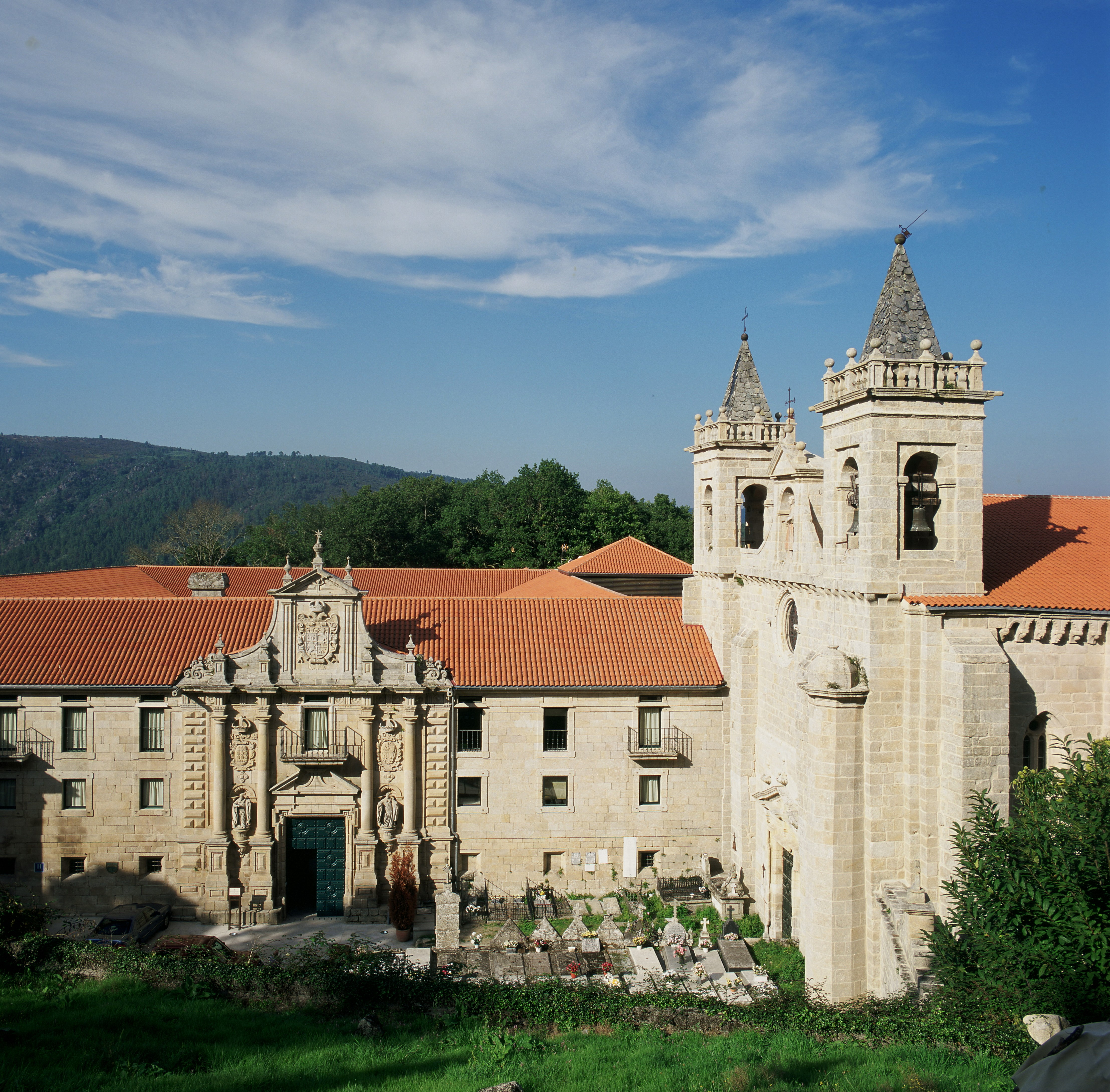
Entrada al monestir
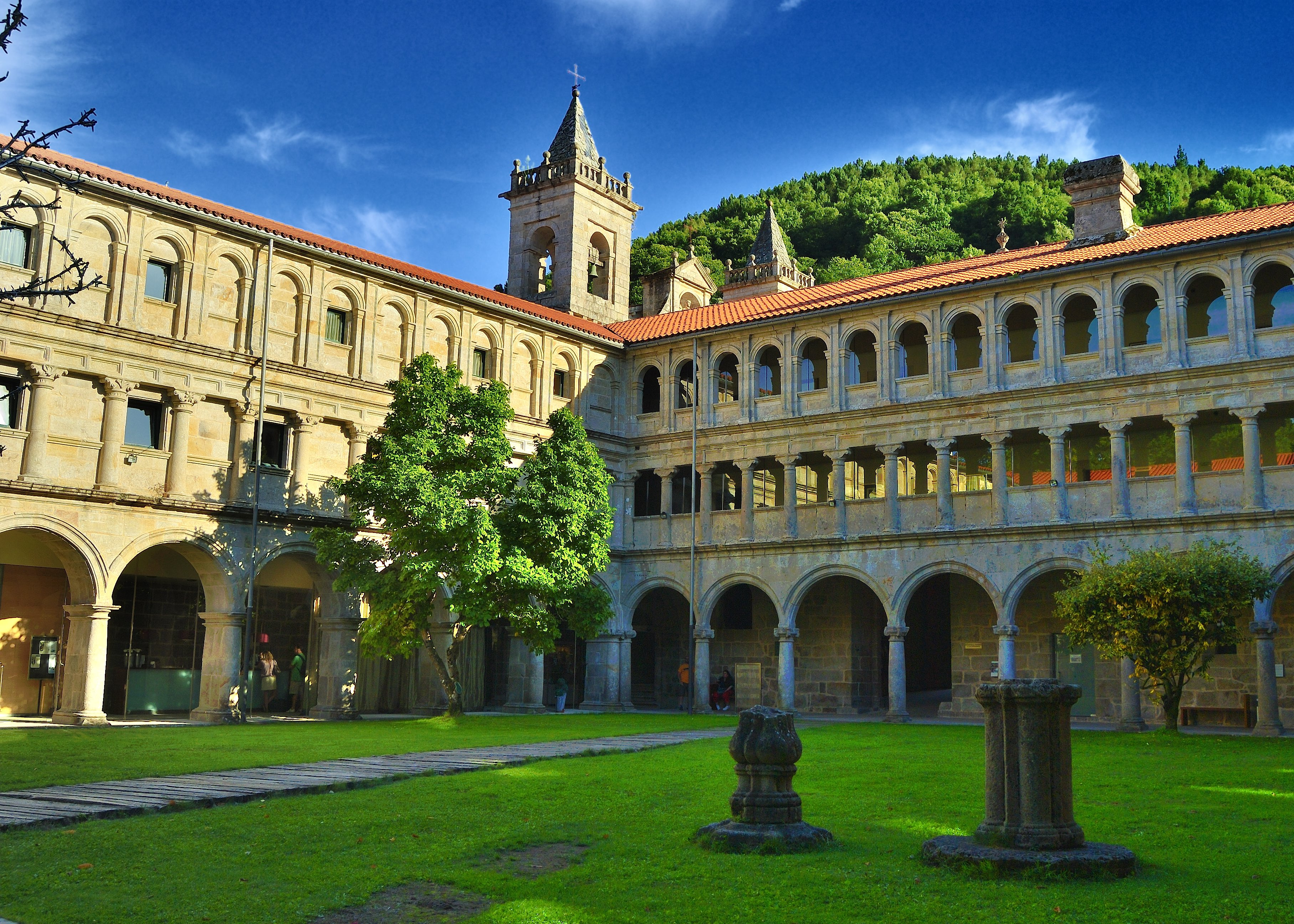
Claustre de la Porteria
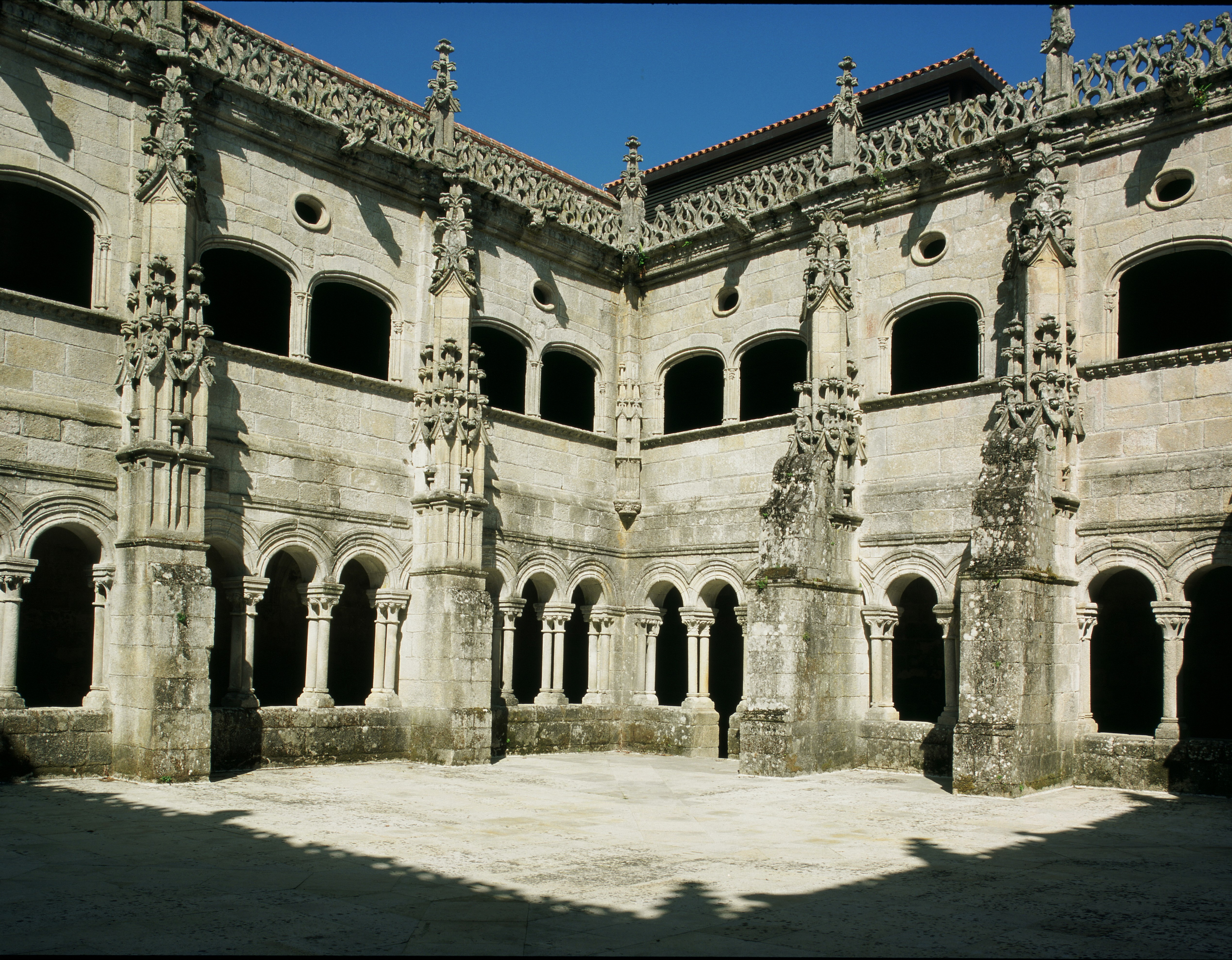
Claustre dels Bisbes
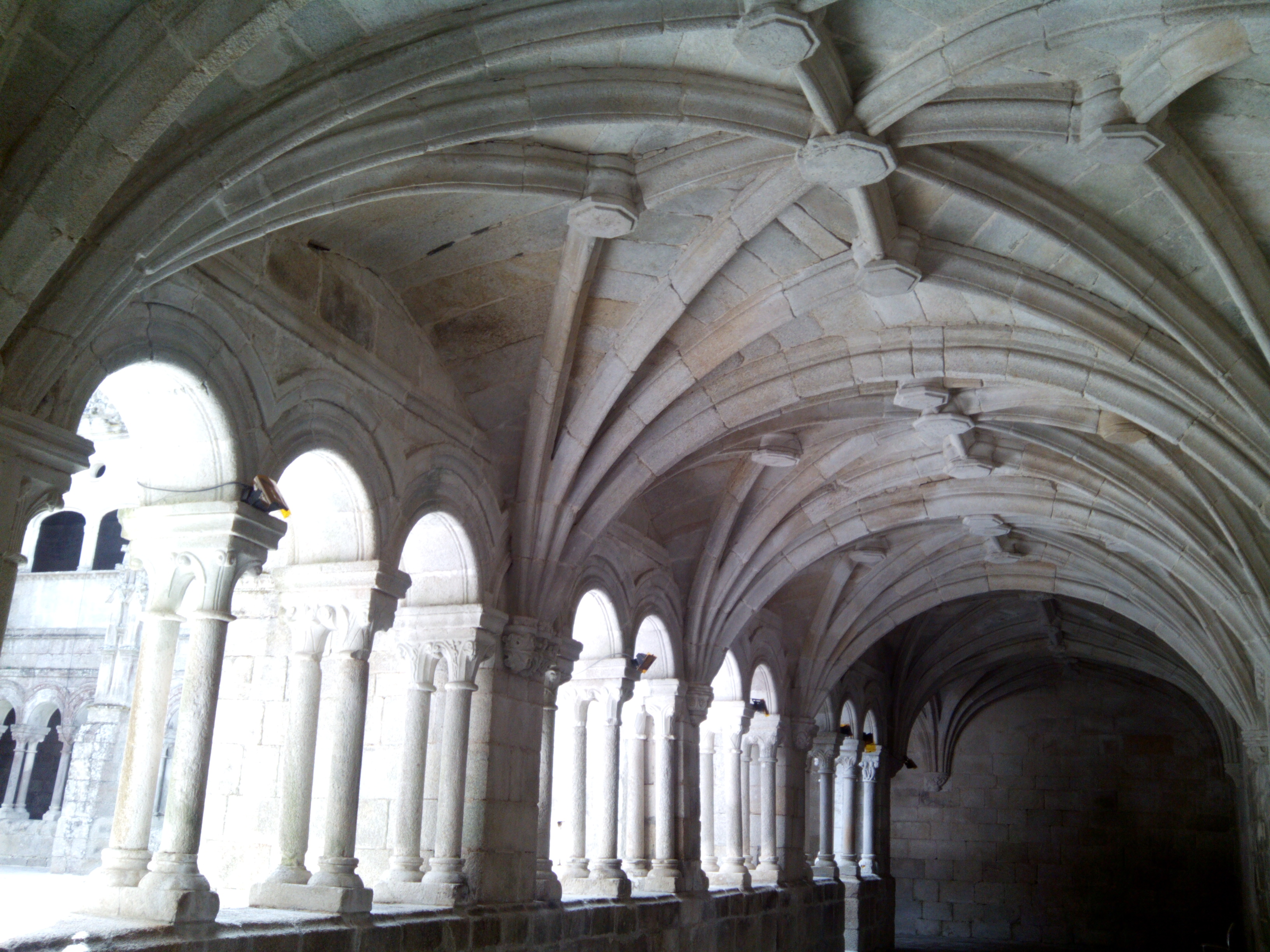
Detall del claustro dels Bisbes
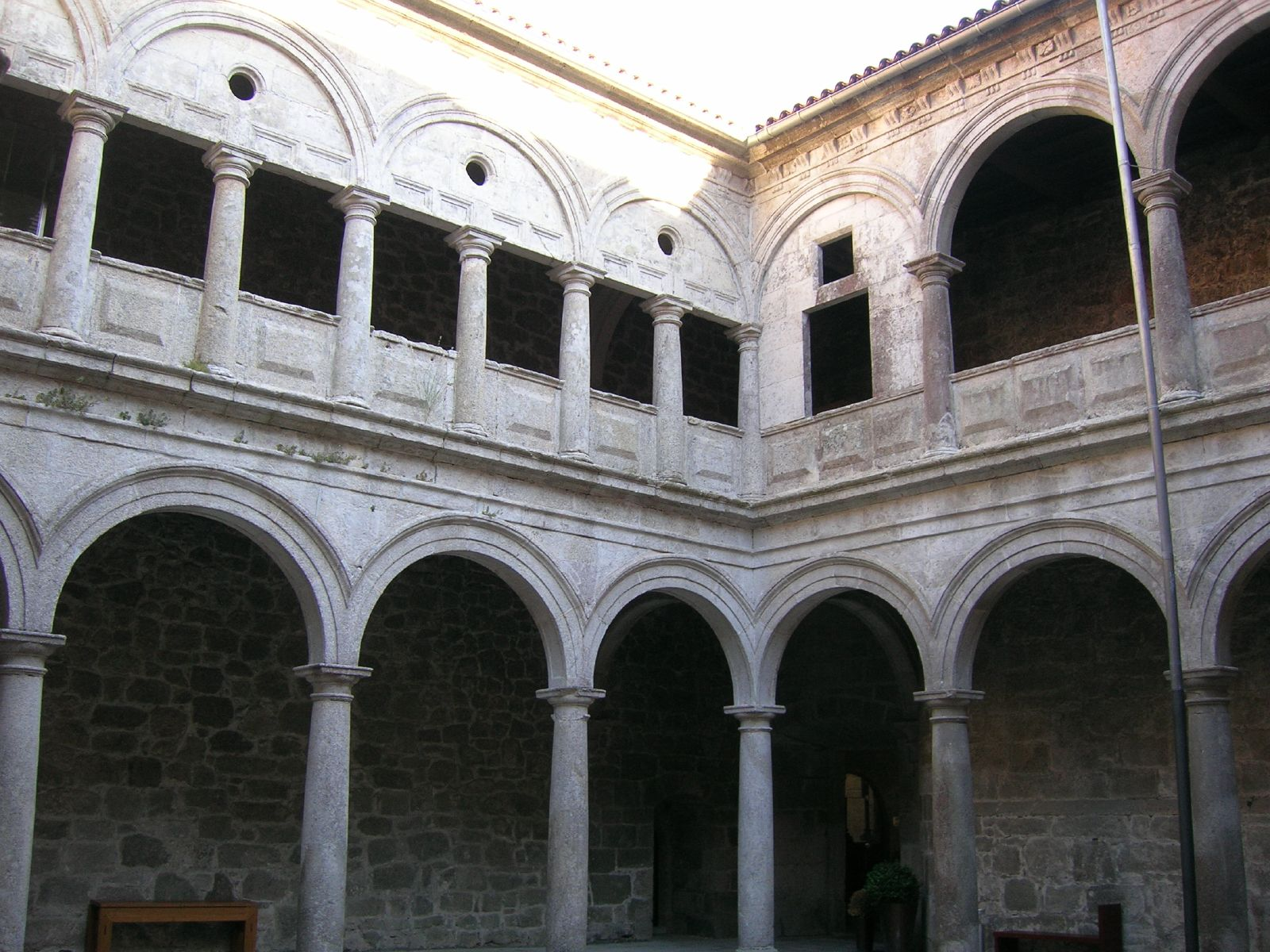
Claustre petit